# Pantophthalmus chuni
Pantophthalmus chuni är en tvåvingeart som först beskrevs av Günther Enderlein 1912.  Pantophthalmus chuni ingår i släktet Pantophthalmus och familjen Pantophthalmidae. Inga underarter finns listade i Catalogue of Life.